# Guillaume de Bonnemant
Guillaume de Bonnemant (3 septembre 1747, Arles - 4 mai 1820, Arles), est un avocat et homme politique français.

## Biographie
Magistrat au Parlement de Provence et avocat à Arles, il est élu député du tiers aux États généraux de 1789,,par la sénéchaussée d'Arles, le 6 avril 1789.

## Publications
- Maximes du Palais, sur les titres les plus utiles des Institutes et du Code . Par un ancien magistrat au Parlement de Provence, avec des observations conférées avec la jurisprudence des parlemens de droit écrit (1785)
- Rapport fait à l'Assemblée nationale par les députés extraordinaires de la commune d'Arles, le 24 avril 1792 (1792)
- Lettre justificative de M. G. Bonnemant adressée, le 30 novembre 1878, aux membres du Cercle commercial du Louvre, en réponse aux accusations de M. E. Leprou
- Pétition de M. Bonnemant, député extraordinaire... d'Arles, à l'Assemblée nationale, du 22 août... 1792...
- Les Députés extraordinaires de l'administration du département des Bouches-du-Rhône, et des communes de Marseille et d'Arles, aux citoyens de Paris.(pour protester contre les calomnies des Arlésiens dits "Chiffonniers)
- « Isle de Bourbon. » Lettres adressées à Thoüin, par Motais, de Narbonne, Bonnemant et J. Vanacker (29 août 1791-30 avril 1808) (1807)